# Мюре, Морис (писатель)
Жю́ль Анри́ Мори́с Мюре́ (фр. Jules Henri Maurice Muret; 11 июня 1870, Морж — 7 августа 1954, Лозанна) — швейцарский и французский писатель правых взглядов.

## Происхождение и семья
Сын банкира и мэра Мо́ржа Гюстава Мюре и Бланш Мадлен Кар. Был женат на Шрлотт Тузален, американке, профессоре Колумбийского университета (Нью-Йорк).

## Биография
Изучал филологию в Лозаннском университете (выпуск 1893 года), в Германии и Париже. С 1895 года — редактор газеты Journal des débats. В 1901 году опубликовал книгу «L’esprit juif», переведенную на русский язык под названием «Еврейский ум» (Санкт-Петербург, 1902). В книге Мюре писал, что он не хочет ни защищать, ни нападать на евреев, а задался лишь объективной целью узнать, есть ли особый еврейский ум. Остановившись на характеристике Спинозы, Гейне, Биконсфильда, Маркса, Брандеса и Нордау, он пришёл к положительному ответу и определял еврейский ум как ум индивидуалистический, беспокойный, субъективный.  Хотя Мюре в предисловии обещал говорить объективно о евреях, он, однако, высказывался в духе современного ему антисемитизма. Книга, написанная талантливо и умело, пользующаяся цитатами из рассматриваемых авторов, грешила подчас поверхностью и неправильными выводами.
Занимался продвижением во Франции германской и итальянской литературы. В конце 1909 года Эдуар Секретан пригласил его на работу в Gazette de Lausanne. Во время процесса над Дрейфусом занял откровенно анти-дрейфусарскую позицию. Поддерживал Шарля Морраса и «Французское действие», наведение жёсткого порядка. Правые взгляды Мюре привели к резкому крену вправо международного отдела газеты. Во время Первой мировой войны занял горячо про-французскую позицию, опубликовал несколько произведений, обвиняющих Германию в развязывании войны («L’orgueil allemand» — «Надменность немцев», 1915; «L’évolution belliqueuse de Guillaume II» — «Воинственная эволюция Вильгельма II», 1917). Прекратил сотрудничество с Gazette de Lausanne в 1940 году из-за сильных разногласий его позиции с редакционной. Был сторонником элитаризма и жёсткой иерархии («Grandeur des élites» — «Величие элит», 1939). В 1943 году опубликовал книгу «France héroïque» («Героическая Франция»), героями которой были Верцингеториг, Людовик Святой, Генрих IV, Тюренн, Жоффр и маршал Петен.

## Награды
Кавалер ордена Почётного легиона (1920).